# 高鍋町美術館
高鍋町美術館（たかなべちょうびじゅつかん）は、宮崎県児湯郡高鍋町にある町立の美術館。ロールバック方式で242席の観覧席ができるユニークな多目的ホールを備えている。また郷土の偉人である石井十次の娘婿が児島虎次郎である縁から、大原美術館とも深いつながりを持つ。

## 概要

### 建築概要
- 建築名称 - 高鍋町美術館
- 建築主 -  高鍋町
- 設計者 - 東畑建築設計事務所
- 施工 - 奥村組+増田組JV
- 規模 -
- 敷地面積 - m2
- 建築面積 - m2
- 延床面積 - m2
- 構造 -
- 竣工 - 1999年
- 所在地 - 〒884-0003 宮崎県児湯郡高鍋町大字南高鍋6916番地1

## 利用案内
- 開館時間：10:00-17:00
- 閉館日：月曜日、年末年始
- 入場料：常設展は大人210円 小中高生100円 小学生未満は無料

特別展は別途必要
- 最寄り駅　JR九州 日豊本線 高鍋駅

## 館内案内
- 常設展示室
- 一般展示室
- 企画展示室
- 実習室
- 収蔵庫
- 多目的ホール